# Дугоигличава јела
Дугоигличава јела или америчка бела јела (лат. Abies concolor (Gord.) Engelm. – по четинама које су и с лица и с наличја исте боје) је високо четинарско дрво из рода јела са ареалом у северној Америци.

## Распрострањеност
Распрострањена је западним пределима Сједињених америчких држава (највише у Калифорнији и Аризони), на надморској висини од 1.000-2.700 м. Понекад се може срести и испод 1.000 м.

## Опис врсте
Дугоигличава јела може порасти до 50 м. Крошња је широко купаста, код старијих јединки густа, код млађих ређа. Кора дебла је светлосива, у старости дубоко љуспасто испуцала. Гранчице су жуто до мрко зелене.
Пупољци су смоласти, жућкасти, дуги око 6 мм. Четине веома дуге у односу на четине већине других јела – до 7 цм, пљоснате, често повијене, распоређене на грани у два реда. Боја им је сребрнасто-плава или сребрнасто-зелена.
Мушке цвасти распоређене дуж гранчица. Шишарице су усправне, седеће, маслинастозелене до пурпурне боје, дуге 7-13 цм.

## Услови станишта
Отпорна је на мраз, сушу и ветар. Добро успева на свим земљиштима, чак и на заслањеним и сувим. Расте релативно брзо и може достићи старост од 350 година. Штетне гасове и прашину у ваздуху градских средина одлично подноси. Бочне гране могу у потпуности да замене терминалне, што је чини отпорном и на различита оштећења.

## Значај у озелењавању
Дугоигличава јела веома је цењена у озелењавању. Због велике отпорности на услове станишта, посебно у градским срединама, ово је једна од врста у роду јела која се најчешче може срести у на зеленим површинама насељених места. Поред тога, њене изузетно дуге четине необичне боје чине да је многи вртлари убрајају и у најлепше.
Сади се као солитерно стабло или у групама, када је њена декоративност још израженија. Такође је незамењива и у комбинацији са другим врстама, где долази до изражаја управо боја.

## Варијетети и форме
Од бројних култивара на зеленим површинама најчешће се могу срести:
- Abies concolor ‘Argentea’ – четине готово сасвим сребрне.
- Abies concolor ‘Aurea’ – младе четине златножуте, касније сребрнастосиве.
- Abies concolor ‘Fastigiata’ – гране кратке, што крошњи даје ваљкасту форму.
- Abies concolor ‘Globosa’ – жбунаста форма округласте крошње, пречника око 70 цм.
- Abies concolor ‘Pendula’ – крошња ваљкаста, са гранама повијеним надоле.
- Abies concolor ‘Violacea’ – Крошња густа и збијена, четине сивоплаве.

## Галерија
- кора младог дрвета
- кора старог дрвета
- четине
- мушке цвасти
- шишарице
- четине
- четине
- крошња